# Іштван Варро
Іштван Варро (угор. Varró István; 1697—1770) — угорський куман, остання відома людина, яка розмовляла половецькою мовою.

## Біографія
Іштван Варро походив із половців (інша назва кумани), які у XIII столітті в Угорському королівстві від монгольської навали хана Батия. За 500 років половці повністю асимілювалися з місцевим населенням. У XVIII столітті половецька мова (в Угорщині вона називалася куманською) не вживалася у побуті, але діти-кумани у школах вивчали молитви рідною мовою.
Іштван Варро був нотаріусом у місті Карцаг (у нинішньому медьє Яс-Надькун-Сольнок). У 1744 році делегація ясько-куманських представників прибула до Відня до імператриці Марії-Терезії Австрійської, щоб отримати певні привілеї. Іштван Варро був одним із цих делегатів. На запрошення історика та етнолога Адама Коллара він прочитав молитву «Отче наш» половецькою мовою.